# Wyfordby
Wyfordby är en by i civil parish Freeby, i distriktet Melton, i grevskapet Leicestershire i England. Byn är belägen 4 km från Melton Mowbray. Byn nämndes i Domedagsboken (Domesday Book) år 1086, och kallades då Werdebi/Wivordebie/Wordebi.